# Kenny Gregory
William Kendrick  Gregory , más conocido como Kenny Gregory, (nacido el 16 de noviembre de 1978 en Columbus, Ohio) es un exjugador de baloncesto estadounidense que disputó la mayor parte de su carrera en equipos europeos. Con 1.96 de estatura, su puesto natural en la cancha era el de alero.

## Trayectoria
Gregory jugó al baloncesto en el instituto Independence High School en Columbus (Ohio).

### Universidad
En 1997 entró en la Universidad de Kansas donde disputó la NCAA con los Kansas Jayhawks cuatro años consecutivos. Tras graduarse, decide presentarse al Draft de 2001.

### Profesional
A pesar de sus condiciones atléticas, no es elegido en el Draft de 2001.
Para la temporada 2001-02, Gregory decide firmar con el Greenville Groove de la NBA G League. 
En verano de 2002 juega con los Dodge City Legend de la United States Basketball League antes de trasladarse a Reino Unido, a la  British Basketball League para la temporada 2002-03, donde jugaría con los Chester Jets. 
Al año siguiente, 2003-04, se marcha a Italia para jugar con el Nuova Pallacanestro Pavia, de la segunda división italiana.
Después de dos años en Italia, en la 2005-06 se marcha a la Liga francesa para jugar con el Le Mans Sarthe Basket, con el que ganó, en su primer año, la Liga y la Copa y fue dos veces All-Star de la liga francesa.
Tras dos temporadas se marcha, para jugar la temporada 2007-08 con el Efes Pilsen S.K. de la Liga turca.
Al año siguiente, 2008-09, firma con el PAOK BC de la Liga griega. En febrero de 2009, y debido a los problemas financieros del club griego, es traspasado al Pamesa Valencia de la ACB española, regresando ese mismo verano a Grecia donde llegó a ser All-Star de la liga griega.
En septiembre de 2010 firma con el KK Union Olimpija de la Liga eslovena con el que ganó la Copa en 2011.
En diciembre de 2011 firma con el SLUC Nancy Basket de la Pro B (la segunda división francesa).